# Chrysina cunninghami
Chrysina cunninghami es una especie de escarabajo del género Chrysina, familia Scarabaeidae. Fue descrita científicamente por Curoe en 1999.
Especie nativa de la región neotropical. Habita en Panamá.